# Ponto dos Volantes
Ponto dos Volantes é um município brasileiro do estado de Minas Gerais, Região Sudeste do país. Sua população recenseada em 2022 era de 10 883 habitantes.

## Topônimo
Ponto dos Volantes significa o lugar onde todos passavam, principalmente os caminhoneiros que tinha como ponto de parada o posto de combustível Papai Noel e os restaurantes na beira da rodovia. “Ponto” por ser um local de referência e “ dos Volantes” por ser ponto de parada dos motoristas. Essa história que predomina por parte da população e antigos moradores. Há uma teoria pouco conhecida que é devido a causa das Patrulhas Militares Volantes, que combateram contra Virgulino Ferreira da Silva, o Lampião. Essa última sem nenhum registro histórico confirmado e conhecido.

## História
Ponto dos Volantes teve impulsionado a sua povoação na década de 1940, na construção da BR 116 Rio-Bahia.
A chegada das famílias Rocha, Sicupira, Andrade e Ramalho, também conhecidos como "Vermelhos" são os primeiros testemunhos do surgimento do pequeno lugarejo, reforçada com a chegada dos trabalhadores que vieram construir a BR 116.
Chamaram o lugarejo de "Terra Viamão", quando já caracterizava o local como o ponto de apoio dos viajantes. Anos depois passou a se chamar "Barra dos Pilões", em referência a confluência dos Córregos do Pilão, São João, São Joanico, Anta Podre e Cardoso, que contavam com as imediações do lugarejo.
Historiadores apontam que Ponto dos Volantes, deriva o lugar onde todos passavam, principalmente os caminhoneiros que tinha como ponto de parada o posto de combustível Papai Noel (fundado na década de 50) e os restaurantes na beira da rodovia. “Ponto” por ser um local de referência e “ dos Volantes” por ser ponto de parada dos motoristas. Essa é a justificativa que predomina por parte da população e antigos moradores. Há uma teoria pouco conhecida que é devido a causa das Patrulhas Militares Volantes, que combateram contra Virgulino Ferreira da Silva, o Lampião. Essa última sem nenhum registro histórico confirmado. O que se especula é que o Lampião,  circulou pelo nordeste brasileiro, sendo seguido pelas Patrulhas Militares Volantes, que têm a ver com o nome do município, reafirmando que não é de conhecimento da população, muito menos aprofundado o assunto.
Tornou povoado de Itinga em 1943, alcançou a categoria de distrito em 1982, sendo efetivado o nome de Ponto dos Volantes.
Em 1995, Ponto dos Volantes é emancipado.

## Geografia
De acordo com a divisão do Instituto Brasileiro de Geografia e Estatística vigente desde 2017, o município pertence às Regiões Geográficas Intermediária e Imediata de Teófilo Otoni. Até então, com a vigência das divisões em microrregiões e mesorregiões, o município fazia parte da microrregião de Teófilo Otoni, que por sua vez estava incluída na mesorregião do Jequitinhonha.

## Economia
A economia da cidade se baseia na atividade agrícola e pecuária de leite. O comércio da cidade ainda é latente, mas desde a sua emancipação em 1995 tem crescido o número de lojas.
Ainda assim, boa parte das compras ainda são feitas nas cidades de Itaobim, ao Norte, e Padre Paraíso, ao Sul.